# Pamplico
Pamplico és una població dels Estats Units a l'estat de Carolina del Sud. Segons el cens del 2000 tenia 1.139 habitants.

## Demografia
Segons el cens del 2000, Pamplico tenia 1.139 habitants, 419 habitatges i 323 famílies. La densitat de població era de 237,7 habitants/km².
Dels 419 habitatges en un 36,3% hi vivien nens de menys de 18 anys, en un 44,2% hi vivien parelles casades, en un 26,7% dones solteres, i en un 22,9% no eren unitats familiars. En el 20,3% dels habitatges hi vivien persones soles el 8,1% de les quals corresponia a persones de 65 anys o més que vivien soles. El nombre mitjà de persones vivint en cada habitatge era de 2,7 i el nombre mitjà de persones que vivien en cada família era de 3,11.
Per edats la població es repartia de la següent manera: un 28,7% tenia menys de 18 anys, un 10,4% entre 18 i 24, un 24,8% entre 25 i 44, un 23,6% de 45 a 60 i un 12,5% 65 anys o més.
L'edat mediana era de 34 anys. Per cada 100 dones de 18 o més anys hi havia 85 homes.
La renda mediana per habitatge era de 28.304$ i la renda mediana per família de 31.618$. Els homes tenien una renda mediana de 27.000$ mentre que les dones 24.028$. La renda per capita de la població era de 14.233$. Entorn del 26,8% de les famílies i el 31,7% de la població estaven per davall del llindar de pobresa.

## Poblacions més properes
El següent diagrama mostra les poblacions més properes.